# Kvarnsvedens kyrka
Kvarnsvedens kyrka är en kyrkobyggnad i Kvarnsveden i norra Borlänge. Kyrkan tillhör Stora Tuna församling i Västerås stift.

## Kyrkobyggnaden
Kyrkan med församlingslokaler uppfördes 1924 efter ritningar av arkitekt Edward Dahlbäck. En ombyggnad genomfördes 1971 efter ritningar av Åke Temnerud då församlingshemsdelen byggdes ut. Kyrkorummet vreds då ett halvt varv och dess inredning förnyades. Kvarnsvedens kyrka fick då status som församlingskyrka. 1993 genomfördes en utbyggnad då den ursprungliga huvudbyggnaden förlängdes mot väster och en samlingssal i anslutning till kyrkorummet skapades. Ny sakristia kombinerad med förråd tillkom. År 2003 fick kyrksalen ett nytt golv.
Från början saknades kyrkklocka och klockstapel. Tack vare insamlade pengar kunde en klockstapel öster om kyrkan färdigställas 1944.
Kyrkklockan har inskriptionen: "O land, land, land hör Herrens ord!" (Jeremia 22:29).

## Inventarier
- Ett stort krucifix, skapat av skulptören Arvid Backlund, hade från början sin plats på altaret.
- Altartavlan är tillverkad i plåt och metalltråd av skulptören Bo Holmlund, från Bomsarvet.
- Dopfuntens cuppa härstammar från en äldre dopfunt. Foten har tillverkats år 1971.